# Smiljan Popović
Smiljan Vicenco Popović (Opuzen, 9. svibnja 1939. – Zagreb, 3. kolovoza 2019.) hrvatski akademski slikar, restaurator i konzervator.
Školu za primijenjenu umjetnost završio je u Sarajevu 1962., a Akademiju primijenjenih umjetnosti u Beogradu 1966. U vremenu od 1966. do 1969. radio je na restauraciji i konzervaciji fresaka i ikona, a do Domovinskog rata radio je kao ravnatelj Umjetničke galerije BiH. Svoje je radove izlagao od 1962. na mnogobrojnim samostalnim i skupnim izložbama u zemlji i inozemstvu. Dobitnik je više nagrada i priznanja.
Široj je javnosti poznat kao istaknuti portretist mnogih poznatih osoba javnoga života. Prigodom posjete pape Ivana Pavla II. Đakovu 7. lipnja 2003. izradio je papin portret koji se danas nalazi u Nadbiskupskom domu u Đakovu, a drugi njegov portret izrađen iste godine nalazi se u Vatikanu. U parku Gimnazije u Metkoviću nalazi se njegova skulptura Forma dohvatljivosti.
Živio je i djelovao u Zagrebu.